# Krietzschwitz

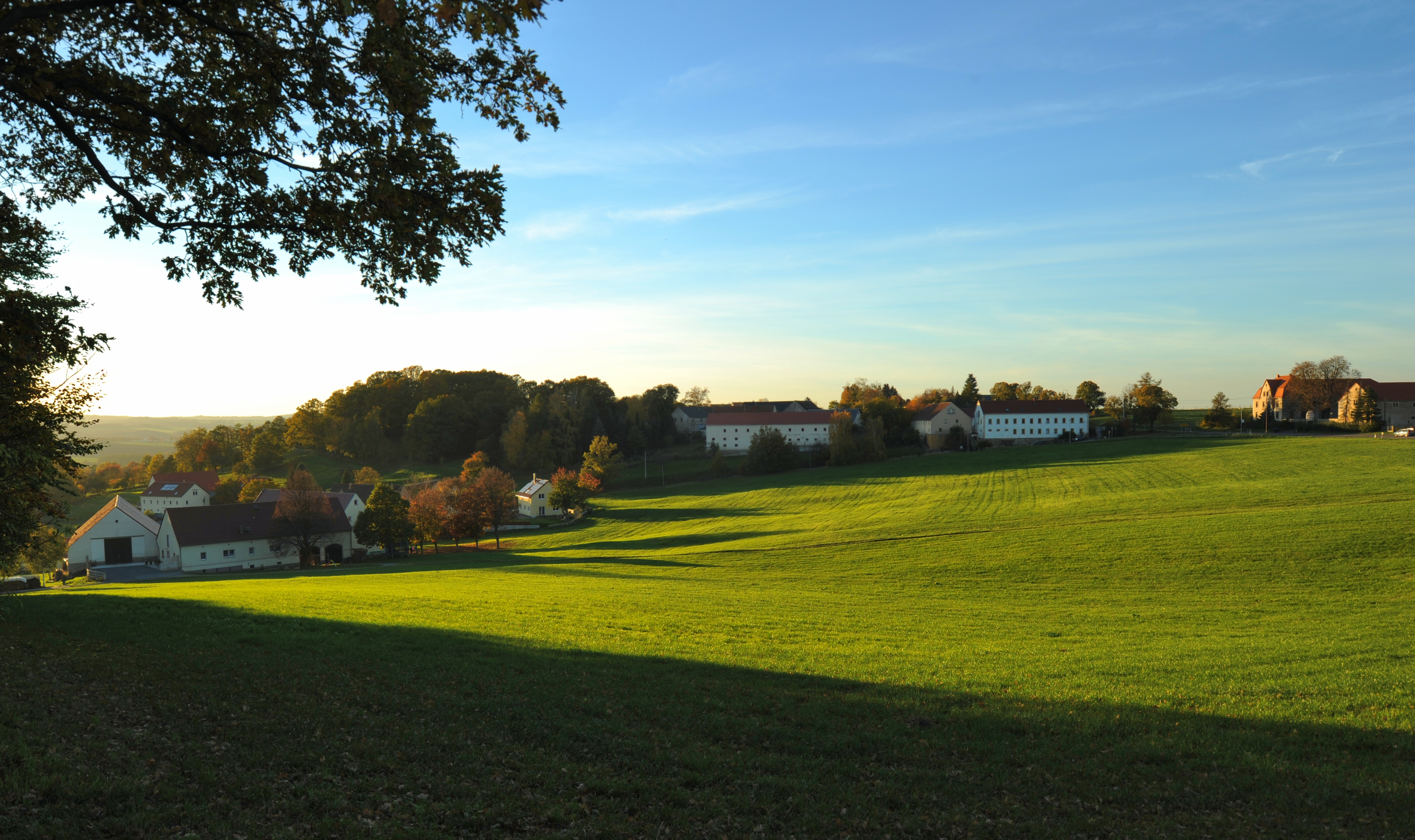
Krietzschwitz im Abendlicht

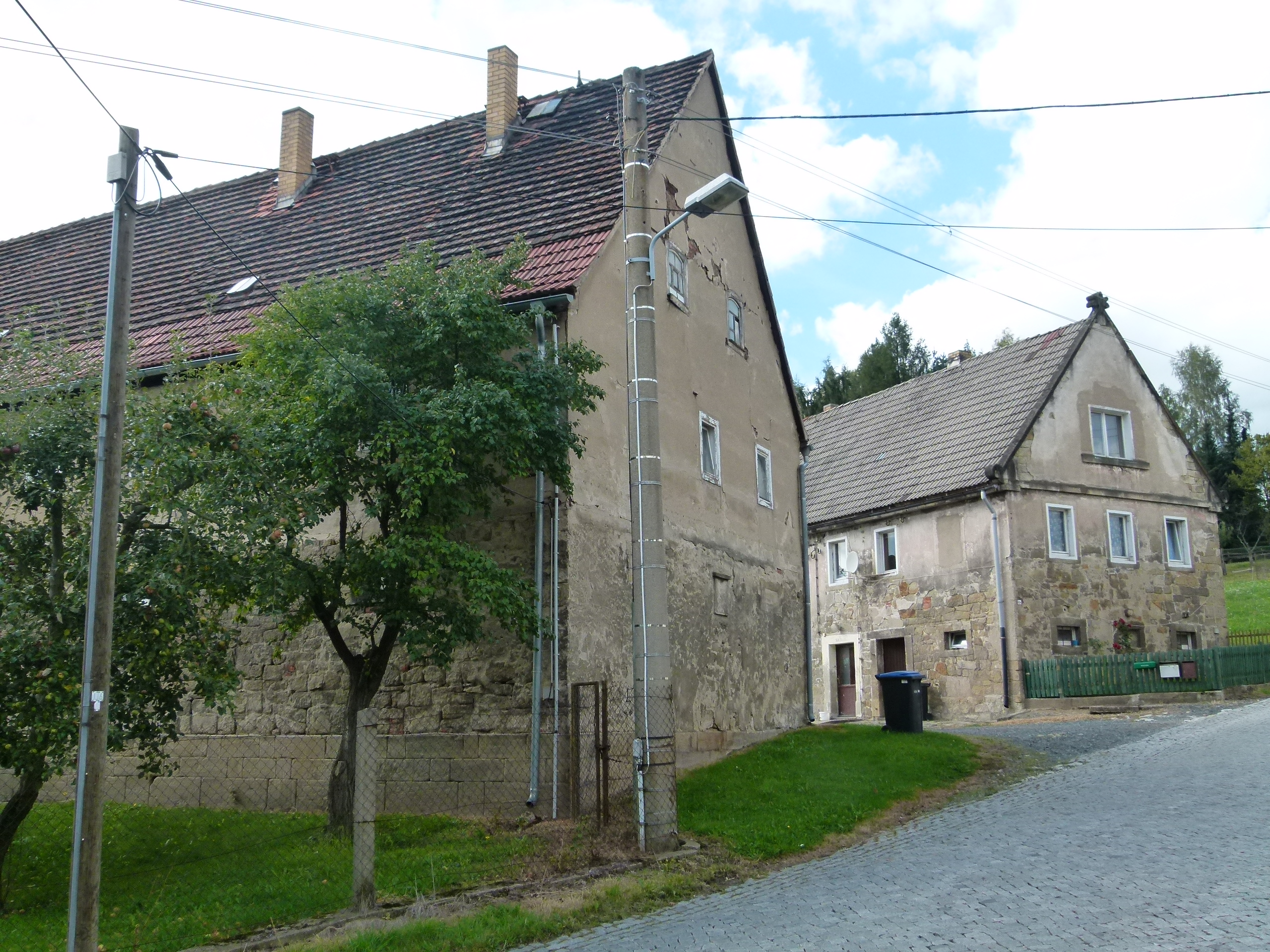
Gehöft an der Dorfstraße, regionaltypische Bauweise mit Sandsteinquadern, Wohnhaus mit Gesimse und Giebelbekrönung

Krietzschwitz ist seit 1974 ein Pirnaer Stadtteil und liegt zwischen Pirna-Sonnenstein und Königstein.

## Lage
Das kleine Dorf zieht sich im oberen Bereich eines Seitentales des Gottleubatals bis zur Bundesstraße 172 auf der Pirna-Krietzschwitzer Ebenheit hin. Unmittelbar östlich der oberen Gehöfte läuft dieser kleine Taleinschnitt in einer mit Wiese bewachsenen Quellmulde aus. Hier biegt nach Norden die Landstraße K 8732 in Richtung Struppen ab.
Etwas weiter östlich, bei der Häusergruppe Thomas-Müntzer-Siedlung, zweigt von der Bundesstraße die Landstraße S 169 (Hohe Straße) in Richtung Langenhennersdorf und Bielatal ab. Westlich der dörflichen Siedlung und an der vom Elbsandstein sowie durch Waldbestand geprägten Steilkante zum Gottleubatal erinnern die Flurnamen Winzergarten und Weinleite auf ein ehemaliges kleines Weinbaugebiet. In dessen Nähe befindet sich auch das Tierheim Pirna-Krietzschwitz. Westlich und nördlich der Ortslage liegen große Obstbaumplantagen einer Agrargenossenschaft.

## Geschichte
Der kleine Ort wurde erstmals 1359 als Kritzewitz urkundlich erwähnt. Neben der Landwirtschaft machte ihn seine Lage direkt an der Hohen Straße und ihre nach Königstein verlaufende Fortsetzung, die Burgstraße, einem Handelsweg nach Böhmen für Kaufleute, Eisen- und Erztransporte zur Zwischenstation.
Die Rittergutsherrschaft von Rottwerndorf ließ in Krietzschwitz ein Vorwerk errichten. Dessen früheste bekannte Erwähnung stammt aus dem Jahre 1472. Von diesem Vorwerk wurden die Weinberge und ihre Terrassenanlagen sowie Weinberghäuser geschaffen. Ältere Unterlagen verweisen zudem auf ein Erbgericht und eine Schmiede an der Hohen Straße.
Sehenswert ist ein Denkmal des Feldherrn Herzog Eugen von Württemberg (1788–1857), dem es hier im August 1813 gelang, die napoleonischen Truppen aufzuhalten. Dieses Ereignis wird als Schlacht bei Krietzschwitz bezeichnet.